# Sauterriegel
Sauterriegel är ett berg i Antarktis. Det ligger i Östantarktis. Norge gör anspråk på området. Toppen på Sauterriegel är 2 320 meter över havet.
Terrängen runt Sauterriegel är huvudsakligen kuperad, men åt nordväst är den platt. Trakten är glest befolkad. Närmaste befolkade plats är Troll research station, 19,7 kilometer norr om Sauterriegel. 